# Metabiantes stanleyi
Metabiantes stanleyi is een hooiwagen uit de familie Biantidae.